# Danielle Barton
Danielle Barton, coniugata Drews (2 febbraio 1999), è una pallavolista statunitense, schiacciatrice della LOVB Salt Lake.

## Biografia
Proviene da una famiglia di sportivi: entrambi i genitori praticavano due sport all'Università dello Utah, mentre i suoi fratelli maggiori, Jackson e Cody, dopo aver fatto parte della squadra universitaria di football americano degli Utah Utes, giocano dal 2019 nella National Football League. 
Nell'estate 2018 sposa l'ex giocatore di football americano Christian Drews, anche lui studente-atleta dell'Università dello Utah.

## Carriera

### Club
La carriera di Danielle Barton inizia nei tornei scolastici dello Utah, giocando per la Brighton HS. Dopo il diploma approda nella lega universitaria di NCAA Division I, a cui partecipa con la Utah dal 2017 al 2021, ottenendo diversi riconoscimenti individuali.
Nel dicembre 2021 firma il suo primo contratto professionistico in Polonia, ingaggiata dal Chemik Police nel corso della Liga Siatkówki Kobiet 2021-22: nel mese di marzo lascia anzitempo il club, tornando in patria per disputare la seconda edizione dell'Athletes Unlimited, classificandosi al terzo posto e venendo premiata come miglior schiacciatrice. Nella stagione 2022-23 approda nella Serie A1 italiana, difendendo i colori della Cuneo Granda, mentre nella stagione seguente si trasferisce in Giappone, dove indossa la casacca delle NEC Red Rockets, in V.League Division 1, aggiudicandosi la Coppa dell'Imperatrice e lo scudetto.
È poi di scena nell'Athletes Unlimited 2024, dopo la quale prendere parte alla prima edizione della League One Volleyball con la LOVB Salt Lake.

### Nazionale
Nel 2022 fa il suo esordio nella nazionale statunitense in occasione della Coppa panamericana, dove si aggiudica la medaglia di bronzo, a cui segue la conquista dell'argento alla NORCECA Final Six dello stesso anno.

## Palmarès

### Club
- Campionato giapponese: 1

2023-24
- Coppa dell'Imperatrice: 1

2023

### Nazionale (competizioni minori)
- Coppa panamericana 2022
- NORCECA Final Six 2022

### Premi individuali
- 2018 - All-America Second Team
- 2019 - All-America First Team
- 2019 - NCAA Division I: Stanford Regional All-Tournament Team
- 2020 - All-America First Team
- 2021 - All-America First Team
- 2022 - Athletes Unlimited Volleyball: Miglior schiacciatrice